# Badminton op de Olympische Zomerspelen 1992
Badminton is een van de sporten die beoefend werden tijdens de Olympische Zomerspelen 1992 in Barcelona.
De sport wordt beoefend in vier disciplines:
mannen enkelspel,
vrouwen enkelspel,
mannen dubbelspel en
vrouwen dubbelspel

## Deelnemende landen
Er namen 36 verschillende landen deel aan het badminton op de olympische zomerspelen van 1992. 
Een van de deelnemende teams was het "Gezamenlijk team", bestaande uit sporters van voormalige Sovjet-republieken met uitzondering van de Baltische staten. Het team, dat was ontstaan door het uiteenvallen van de Sovjet-Unie in 1991, werd informeel het Gemenebest van Onafhankelijke Staten (GOS) genoemd. Het team droeg de naam "Equipe Unifiée", had de IOC-code "EUN" en voerde de olympische vlag. 
| - Australië - België - Bulgarije - Canada - China - Denemarken - Duitsland - Finland - Frankrijk - Gezamenlijk team | - Groot-Brittannië - Hongarije - Hongkong - IJsland - India - Indonesië - Japan - Maleisië - Mauritius - Nederland | - Nieuw-Zeeland - Noorwegen - Oostenrijk - Polen - Portugal - Roemenië - Slovenië - Spanje - Sri Lanka - Thailand | - Tsjecho-Slowakije - Verenigde Staten - Zuid-Afrika - Zuid-Korea - Zweden - Zwitserland |

## Medailles
| Onderdeel          | Goud                           | Goud | Zilver                    | Zilver | Brons                      | Brons |
| ------------------ | ------------------------------ | ---- | ------------------------- | ------ | -------------------------- | ----- |
| Mannen enkelspel   | Alan Budikusuma                | INA  | Ardy Wiranata             | INA    | Thomas Stuer-Lauridsen     | DEN   |
| Mannen enkelspel   | Alan Budikusuma                | INA  | Ardy Wiranata             | INA    | Hermawan Susanto           | INA   |
| Vrouwen enkelspel  | Susi Susanti                   | INA  | Bang Soo-hyun             | KOR    | Huang Hua                  | CHN   |
| Vrouwen enkelspel  | Susi Susanti                   | INA  | Bang Soo-hyun             | KOR    | Tang Jiuhong               | CHN   |
| Mannen dubbelspel  | Kim Moon-soo Park Joo-bong     | KOR  | Eddy Hartono Rudy Gunawan | INA    | Li Yongbo Tian Bingyi      | CHN   |
| Mannen dubbelspel  | Kim Moon-soo Park Joo-bong     | KOR  | Eddy Hartono Rudy Gunawan | INA    | Jalani Sidek Razif Sidek   | MAS   |
| Vrouwen dubbelspel | Hwang Hye-young Chung So-young | KOR  | Guan Weizhen Nong Qunhua  | CHN    | Lin Yan Fen Yao Fen        | CHN   |
| Vrouwen dubbelspel | Hwang Hye-young Chung So-young | KOR  | Guan Weizhen Nong Qunhua  | CHN    | Gil Young-ah Shim Eun-jung | KOR   |

## Medaillespiegel
| Plaats | Land       | NOC    | Goud | Zilver | Brons | Totaal |
| ------ | ---------- | ------ | ---- | ------ | ----- | ------ |
| 1      | Indonesië  | INA    | 2    | 2      | 1     | 5      |
| 2      | Zuid-Korea | KOR    | 2    | 1      | 1     | 4      |
| 3      | China      | CHN    | 0    | 1      | 4     | 5      |
| 4      | Denemarken | DEN    | 0    | 0      | 1     | 1      |
| 4      | Maleisië   | MAS    | 0    | 0      | 1     | 1      |
| Totaal | Totaal     | Totaal | 4    | 4      | 8     | 16     |

München 1972 (demonstratie) · Seoel 1988 (demonstratie) · Barcelona 1992 · Atlanta 1996 · Sydney 2000 · Athene 2004 · Peking 2008 · Londen 2012 · Rio de Janeiro 2016 · Tokio 2020 · Parijs 2024 · Los Angeles 2028 
Medaillewinnaars 
Atletiek · Badminton · Basketbal · Boksen · Boogschieten · Gewichtheffen · Gymnastiek · Handbal · Hockey · Honkbal · Judo · Kanovaren · Moderne vijfkamp · Paardensport · Pelota (demonstratie) · Roeien · Rolhockey (demonstratie) · Schermen · Schietsport · Schoonspringen · Synchroonzwemmen · Taekwondo (demonstratie) · Tafeltennis · Tennis · Voetbal · Volleybal · Waterpolo · Wielersport · Worstelen · Zeilen · Zwemmen